# Yimnashana lungtauensis
Yimnashana lungtauensis là một loài bọ cánh cứng trong họ Cerambycidae.